# Chronologie de la nationalisation de l'industrie pétrolière iranienne

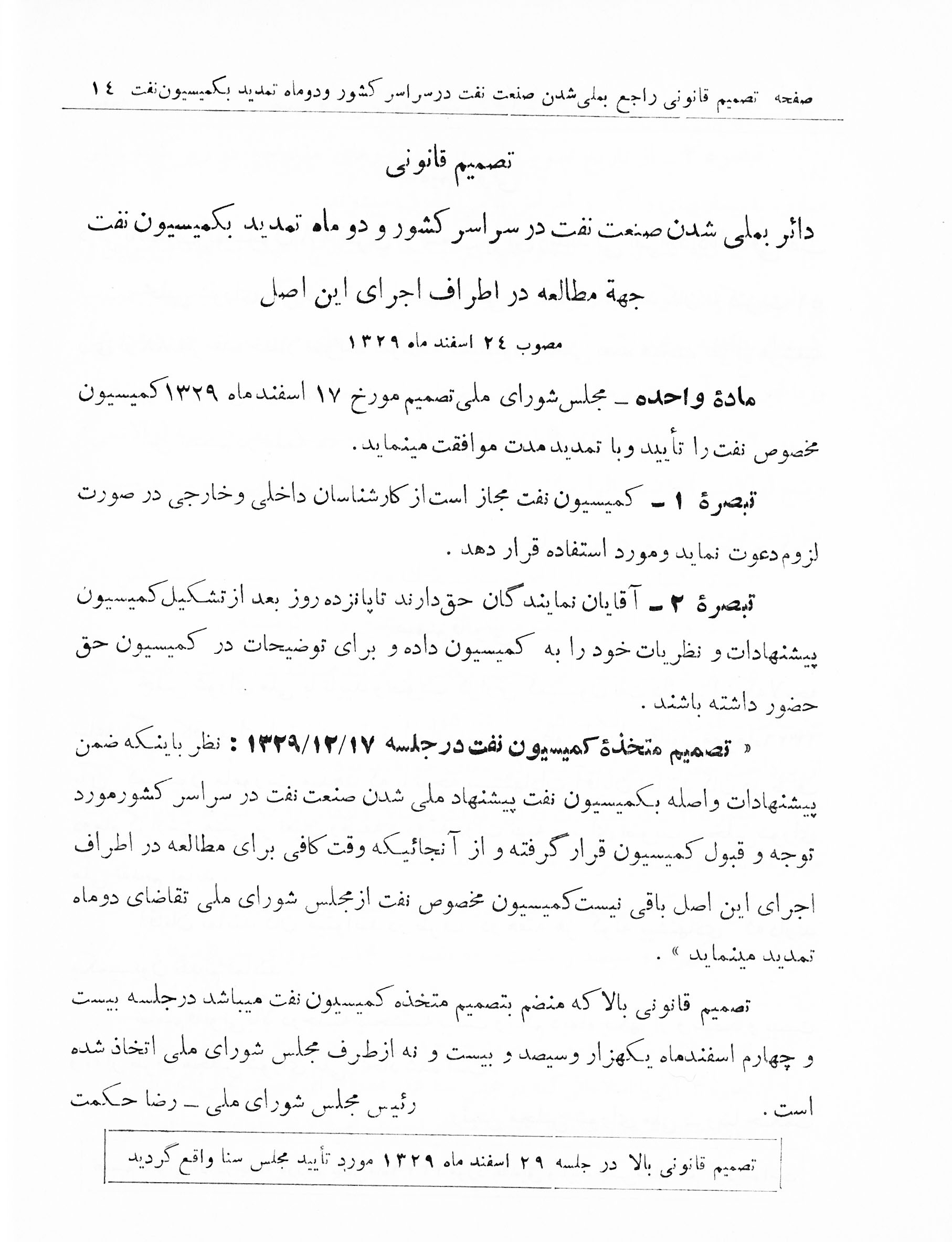
La loi de nationalisation de l'industrie pétrolière en Iran, 15 mars 1951

La nationalisation de l'industrie pétrolière iranienne est un événement important dans l'histoire iranienne. Elle fut effectuée le 15 mars 1951, sous le Premier ministre Hossein Ala par le Parlement iranien qui adopta une Loi-Paragraphe. Elle a été précédée de longues négociations entre les représentants de l'AIOC britannique et le Gouvernement iranien, dont le résultat ne fut pas accepté par le Parlement iranien. La nationalisation, sur le territoire de l'Iran, des appareils et installations de traitement de l'Anglo-Iranian Oil Company (AIOC) conduisit à une crise nationale et internationale, connue comme la crise d'Abadan. La crise se termina en 1954, avec la signature d'un Accord entre le gouvernement iranien du Premier ministre Fazlollah Zahedi et un Consortium international de compagnies pétrolières étrangères, qui devait prendre fin en 1979.

## Chronologie

### Premier ministre Mohammad Sa'ed Maraghei
| Date            | Événement |
| --------------- | --- |
| 17 juillet 1949 | L'AIOC travaille en Iran, selon un accord de concession entré en vigueur le 29 mai 1933, confirmé le 28 mai 1933 par le Parlement iranien. En 1948, commencent les négociations entre l'AIOC et le Gouvernement iranien, concernant une révision des conditions de la Concession de 1933. Le ministre des Finances Golshayan du Premier ministre Mohammad Sa'ed Maraghei et Gass, représentant de l'AIOC, signent après de longues négociations, un accord additionnel à la Concession de 1933 (accord Gass-Golshayan), où l'État d'Iran a une participation de 25 à 50 % en fonction du volume de production et le bénéfice résultant. L'accord sera soumis au Parlement iranien pour ratification, mais le Parlement décida de reporter la discussion à après les élections. |
| 9 février 1950  | Le 16e Majlis (Parlement iranien) est inauguré. Par une alliance entre Mohammad Mossadegh et Mozaffar Baqai, le Front national est passé de 8 à 136 sièges lors des élections Législatives. Au cours du débat parlementaire, il devient évident que l'accord Gass-Golshayan ne se sera pas approuvé par la majorité. Le Premier ministre Mohammad Sa'ed donne sa démission le 22 mars 1950. |

### Premier ministre Radschab Ali Mansour

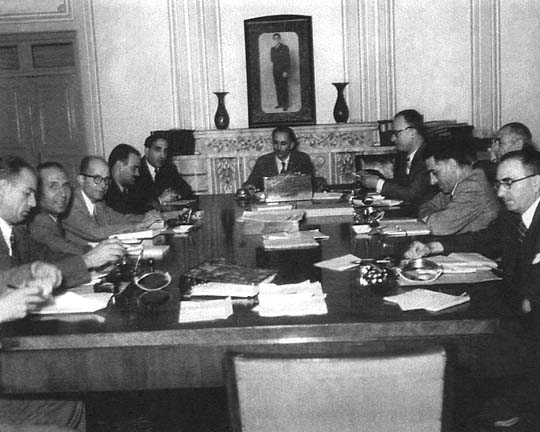
Commission pétrolière du Parlement iranien, Allahyar Saleh (au Centre); à droite de Saleh: Abdollah Moazami, Hassibi, le Dr Shayegan, le Juge Suprême Sorouri, Hossein Makki; à gauche de Saleh: Dr Matin Daftari, le Dr Reza-zadeh Shafagh, Abol Qassem Najm, Sénateur Naghavi.

| Date          | Événement |
| ------------- | --- |
| 13 avril 1950 | Radschab Ali Mansour devient le Premier ministre. Mansour reporte la discussion sur la procédure à suivre dans les négociations avec l'AIOC. |
| 25 avril 1950 | Mohammad Mossadegh commence à siéger en tant que député. |
| 20 juin 1950  | Le Parlement décide de voter contre Mossadegh, Baqai, Makki, Ghashghaii, Saleh, Shaygan, Ashtiyanizadeh, Keshavarz-Sadr, Seyyed Ali Behbahani, Nariman et de mettre en place un Comité sur les Questions Pétrolières de 18 membres. Le Comité doit émettre un avis sur l'accord Gass-Golshayan et élaborer une application. Le 22 juin, les Membres du comité sont élus. Le 26 juin 1950 se constitue le Comité qui sélectionne, avec une voix contre, Mossadegh comme son Président. |
| 26 juin 1950  | Le Premier ministre Mansour se retire. |

### Premier ministre Hadj Ali Razmara

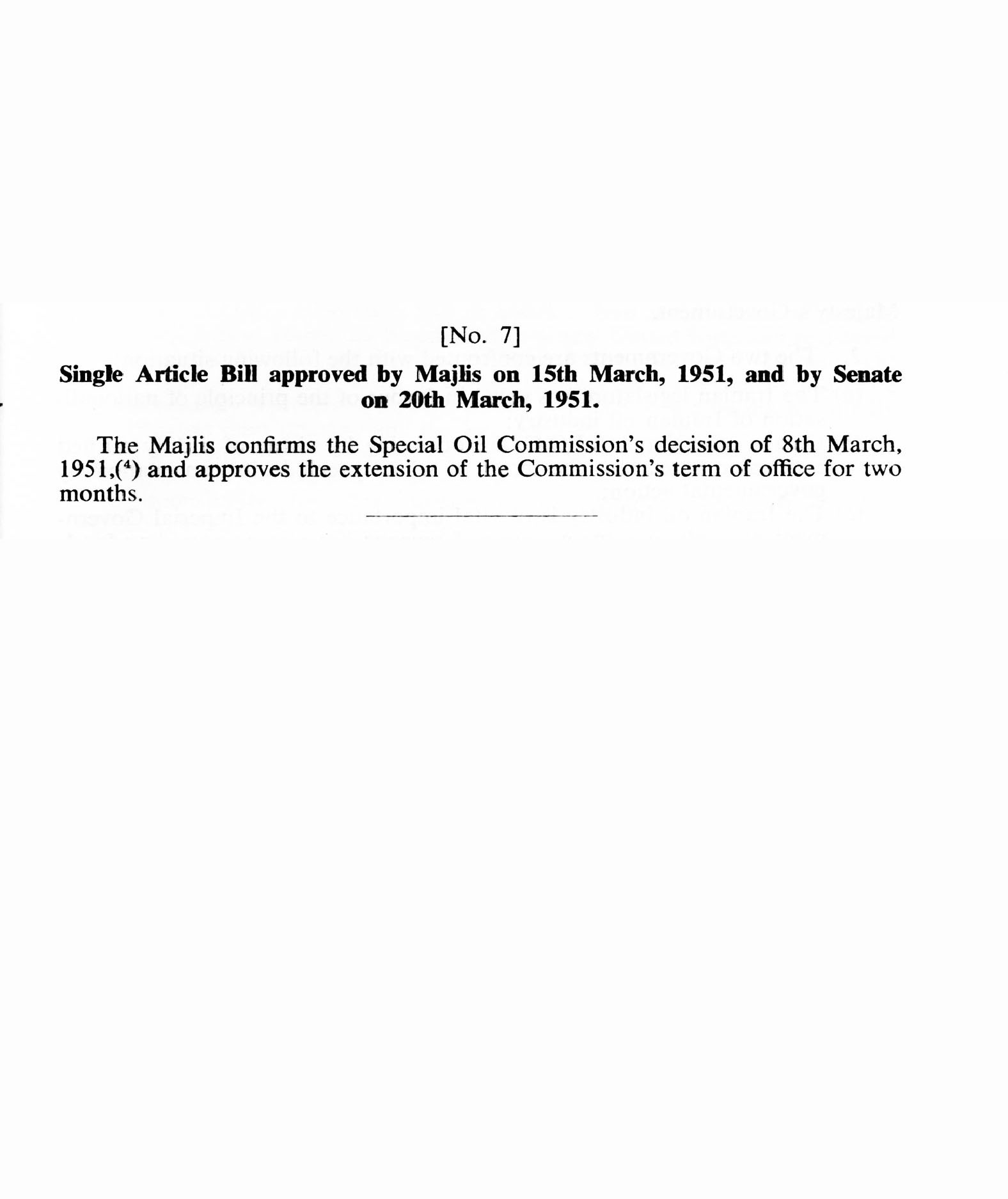
"L'Article de Loi" du 15 mars 1951

| Date             | Événement |
| ---------------- | --- |
| 27 juin 1950     | Ali Razmara devient le nouveau Premier ministre. Les représentants de l'AIOC rejettent l'objet d'une renégociation de l'accord Gass-Golshayan, aussi longtemps que le Parlement iranien n'aura aucune autre décision substituable. |
| 26 décembre 1950 | Razmara soumet l'accord additionnel au vote parlementaire après que le Comité des questions pétrolières ait soumis au Parlement son rapport dans lequel il recommandait le rejet de l'accord complémentaire. Au Parlement, le rapport du comité est controversé. De nombreux députés critiquent le fait que le Comité soit si intransigeant sur le contenu de l'accord Gass-Golshayan, qu'il n'a ni évalué, ni analysé. Le rapport contient une seule phrase en référence à l'accord Gass-Golshayan, qui stipule que l'accord n'est pas bénéfique pour l'Iran. Au lieu d'une analyse de l'accord, le rapport contient un avis sur la politique pétrolière iranienne depuis l'attribution de la concession à William Knox d'Arcy. |
| 11 janvier 1951  | Le Parlement charge le Comité d'élaborer une proposition d'action. |
| 1er février 1951 | Razmara demande la mise en place d'une Commission mixte composée de trois sénateurs et de trois députés du Parlement, qu'il chargerait d'analyser et d'évaluer l'accord Gass-Golshayan. Le Sénat rejette la demande par majorité, car il n'est pas compétent. |
| 19 février 1951  | Hossein Makki transmet à la Commission des questions pétrolières un Mémorandum dans lequel il propose la nationalisation de l'industrie pétrolière iranienne. Le Comité demande à Razmara de vérifier la faisabilité d'une Nationalisation. Razmara charge un Groupe iranien de professionnels de l'examen d'analyser la possibilité d'une nationalisation de l'industrie pétrolière. |
| 3 mars 1951      | Razmara présente au Comité le rapport du groupe d'experts. Le groupe d'experts établit qu'une nationalisation à l'heure actuelle, n'est possible ni techniquement, ni juridiquement légale. |
| 7 mars 1951      | Le 5 mars, Razmara présente au Parlement le rapport du groupe d'experts. Dans le débat parlementaire, il est personnellement menacé par Mohammad Mossadegh, qui lui reproche de s'opposer à la nationalisation. Le surlendemain, au cours d'une procession publique, Razmara est abattu par Chalil Tahmasbi, un membre du groupe terroriste Fedayin-e Islam. |

### Premier ministre Hossein Ala
| Date          | Événement |
| ------------- | --- |
| 12 mars 1951  | Hossein Ala devient le nouveau Premier ministre. |
| 15 mars 1951  | Le Parlement iranien décide la nationalisation de l'industrie pétrolière avec une Loi-Paragraphe. Le gouvernement britannique informe le gouvernement de l'Iran, que la nationalisation est illégale, et donc non reconnue. À Téhéran ont lieu de violentes manifestations anti-britanniques, dans lesquelles huit iraniens et trois citoyens britanniques trouvent la mort. Dans les gisements de pétrole commence une grève des travailleurs du pétrole, qui réclament des salaires plus élevés. |
| 20 mars 1951  | La Loi sur la nationalisation de l'industrie pétrolière est approuvée par le Sénat. Les travailleurs du pétrole se voient promis un bonus et une augmentation, après quoi lils terminent leur grève. Le 20 mars est commémorée comme la Journée de la nationalisation de l'industrie de pétrole d'Iran (ruz-e mélli chodan-e sanat-e naft-e Iran, en persan:روزِ ملّی شدنِ صنعتِ نفتِ ایران). |
| 27 avril 1951 | Hossein Ala présente au Parlement son Programme gouvernemental pour qu'il le soumette au vote. Dans le débat parlementaire, on en arrive à de violentes attaques personnelles contre le Premier ministre, et ensuite à sa démission. |

### Premier ministre Mohammad Mossadegh (1ermandat)

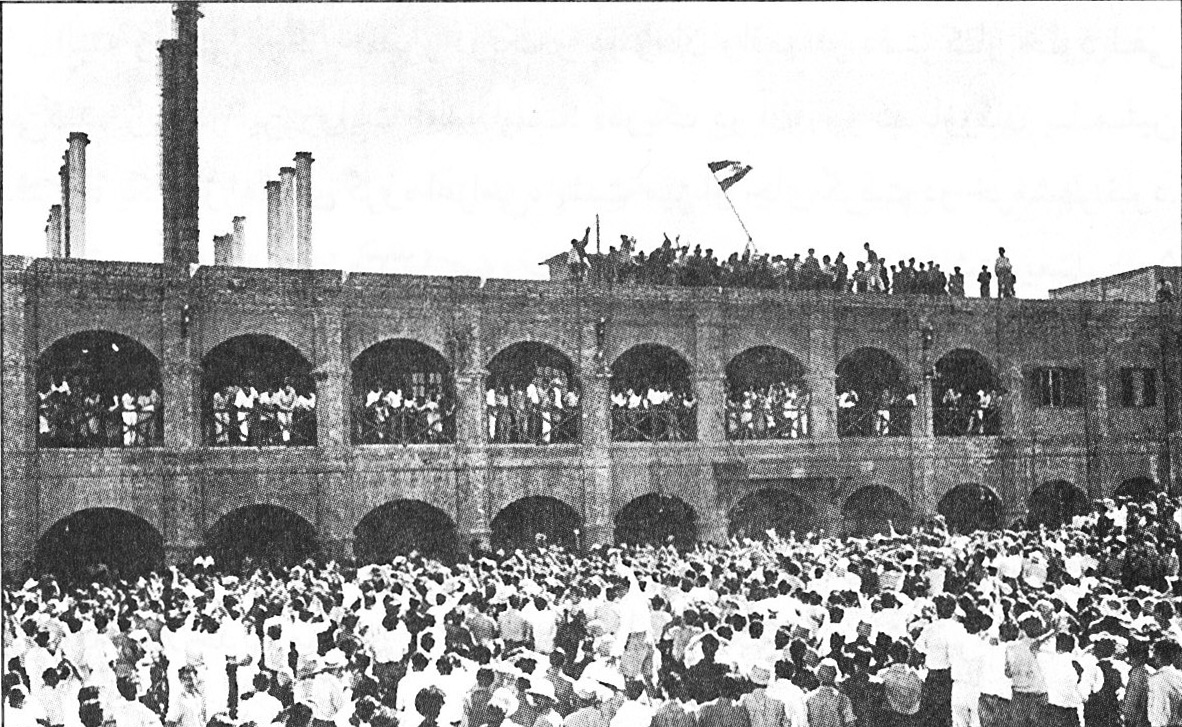
L'administration de la SNIP explique dans un discours aux travailleurs iraniens de l'AIOC la nationalisation de l'industrie pétrolière iranienne, le 10 juin 1951

| Date                   | Événement |
| ---------------------- | --- |
| 28 avril 1951          | Mohammad Mossadegh est nommé Premier ministre par le chah Mohammad Reza Pahlavi. |
| 30 avril 1951          | La loi de mise en œuvre pour la nationalisation de l'industrie pétrolière est adoptée par le Parlement iranien. La National Iranian Oil Company, ou en français la Société nationale iranienne de pétrole (NIOC, ou SNIP) est fondée. |
| 1er mai 1951           | Le Sénat iranien approuve la Loi de mise en œuvre. Un jour plus tard, le chah Mohammad Reza Pahlavi signe la mise en œuvre de la Loi de nationalisation de l'industrie pétrolière iranienne. Le ministre des affaires étrangères britannique, Herbert Stanley Morrison adresse au Premier ministre Mossadegh un message personnel dans lequel il appelle le gouvernement iranien à ne pas tenir d'actes unilatéraux. Il se propose pour résoudre les questions en suspens par la négociation. Mossadegh fait appel aux lois et commentaires iraniens sur la proposition britannique d'ouvrir des négociations sans commentaires supplémentaires. L'Anglo-Iranian Oil Company (AIOC) informe les autorités iraniennes qu'ils ont demandé une procédure de conciliation prévue à l'article 23 et 26 du contrat de concession existant. Lord Radcliffe est proposé à titre d'arbitre. |
| 6 mai 1951             | Mossadegh obtient le vote de confiance du Parlement et est donc confirmé comme Premier ministre |
| 15 mai 1951            | Le gouvernement britannique fait mettre une unité de parachutistes en alerte aux frontières iraniennes pour « protéger les vies et les biens britanniques » en cas d'urgence. |
| 19 mai 1951            | L'ambassadeur britannique à Téhéran remet au gouvernement iranien un mémorandum dans lequel la position juridique britannique est réglée : Le gouvernement britannique conserve le droit à la Cour permanente d'arbitrage à La Haye pour faire appel. Le lendemain, le ministre iranien des Finances Varasteh informe la direction de l'AIOC, qu'il refuse ce droit. Les dirigeants de l'AIOC devront régler cette question avec la Commission pétrolière Parlementaire. |
| 24 mai 1951            | La gestion de l'AIOC est sommée par le gouvernement iranien de se présenter devant le comité parlementaire pour les questions pétrolières pour discuter de la mise en œuvre pratique de la nationalisation dans un délai de six jours. En réponse, la direction de l'AIOC informe le gouvernement iranien qu'elle veut se tourner vers la Cour Internationale de Justice de La Haye. Les parachutistes britanniques sont transférés à Chypre. Le ministre des Affaires étrangères Morrison déclare son intention d'envoyer une délégation à Téhéran. |
| 26 mai 1951            | L'AIOC porte plainte devant la Cour Internationale de Justice de La Haye |
| 11 juin 1951           | Une délégation britannique dirigée par Basil Jackson arrive à Téhéran. Jackson déclare dans une conférence de presse à Téhéran qu'il est d'accord, en principe, pour la nationalisation des installations industrielles de l'AIOC sur le sol iranien, si une compensation appropriée est payée par le gouvernement iranien. Il propose également que l'AIOC mène en outre des offres pétrolières pour diviser le bénéfices en deux parts 50-50 entre l'AIOC et le gouvernement iranien, via la NIOC. La commission parlementaire iranienne pour les questions financières appelle à un transfert immédiat de 75 % de toutes les recettes de AIOC sur le Parlement iranien et la gestion fiduciaire de 25 % du chiffre d'affaires par l'AIOC pour couvrir leurs coûts. Les frais exposés seraient ensuite réglés annuellement. Les représentants de la nouvellement fondée National Iranian Oil Company (NIOC) offrent à tous les clients de l'AIOC de conclure avec NIOC, à nouveau, les accords qu'ils ont avec l'AIOC. |
| 14 juin 1951           | Pour la première fois, des représentants de l'AIOC et du Parlement iranien se rencontrent. La délégation du Royaume-Uni rejette la proposition de transférer 75 % du chiffre d'affaires au Parlement iranien et offre une participation aux bénéfices de 50 %. |
| 20 juin 1951           | Le gouvernement iranien décide de la prise de contrôle totale de l'actif de l'AIOC. Les symboles de l'AIOC sont remplacés à la fois à Téhéran et dans les provinces par les signes de la NIOC. Le bâtiment administratif AIOC en Abadan est pris en charge par une délégation de la NIOC. La délégation se compose de Hossein Makki, Nasergholi Ardalan, Mohammad Bayat, Abdolhossein Aliabadi et Mehdi Bāzargān. |
| 22 juin 1951           | La délégation britannique dirigée par Basil Jackson rentre à Londres. Le même jour, le gouvernement britannique demande des « mesures provisoires » de la part de la Cour d'arbitrage de La Haye. Le directeur de l'AIOC Drake se voit ordonner, par des représentants de la NIOC, de laisser les reçus des capitaines du pétrolier, qui avaient été imprimés avec le sigle de la NIOC, et mentionne la NIOC en tant que vendeuse de pétrole. Drake refuse et est ensuite accusé de sabotage. |
| 26 juin 1951           | Les capitaine des pétroliers d'Abadan se voient conseillés par Drake de décharger à nouveau le pétrole chargé et de quitter le port d'Abadan sans pétrole. Les fonctionnaires iraniens des douanes ferment l'oléoduc d'Abadan en Irak. Le croiseur britannique Maurice part en direction d'Abadan. La production de l'AIOC diminue de moitié, puisque les navires pétroliers partent sans chargement. Le gouvernement iranien offre aux employés britanniques de l'AIOC de nouveaux contrats avec la NIOC. Mais les employés britanniques de l'AIOC refusent de travailler pour la NIOC. |
| 5 juillet 1951         | La Cour d'arbitrage de La Haye suggère que les deux parties devraient convenir d'une solution provisoire qui prendrait en compte les intérêts des deux parties, jusqu'à ce que la décision finale de la cour soit émise. |
| 9 juillet 1951         | Le président américain Harry S. Truman adresse une lettre au Premier ministre Mossadegh, pour mettre en œuvre la proposition de la Cour d'arbitrage. Il annonce aussi, que pour démêler la crise, son ministre de l'Économie Averell Harriman sera envoyé à Téhéran. |
| 10 juillet 1951        | La raffinerie à Abadan ferme tous les unités de raffinage, ne laissant en activité qu'une seule unité. La production de pétrole dans les champs de pétrole au Koweït, l'Irak, l'Arabie saoudite et les États-Unis augmentent afin de compenser les défaillances d'Abadan. La production mondiale de pétrole reste largement constante malgré la fermeture de la raffinerie à Abadan. |
| 16 juillet 1951        | Le ministre iranien des Affaires étrangères adresse une lettre au Secrétaire général de l'ONU et annonce que l'Iran ne reconnaît pas la compétence de la Cour d'arbitrage. L'arrivée de Averell Harriman à Téhéran provoque de violentes manifestations, noyautées par le communiste parti Tudeh. Dans les affrontements avec les forces de sécurité, il y a eu des coups de feu. Vingt manifestants sont tués, trois cents sont blessés, certains grièvement. À Téhéran est déclarée la loi martiale. Mossadegh doit présenter au Parlement une loi, dans laquelle il demandait un prêt de 2 milliards de riyals pour compenser la perte du chiffre d'affaires provoquée par l'arrêt des ventes de pétrole. Le Parlement approuve la loi. |
| 22 juillet 1951        | L'état d'urgence à Téhéran est abrogé. |
| 27 juillet 1951        | Après des consultations avec des représentants du gouvernement iranien Averell Harriman part à Londres pour rencontrer des représentants du gouvernement britannique. Les Britanniques reconnaissent le principe de la nationalisation, mais souhaitent rouvrir les négociations si les « tensions dans le sud de l'Iran » se calment. |
| 31 juillet 1951        | Averell Harriman retourne à Téhéran. Mossadegh nie qu'il y ait des tensions. Mais de plus en plus de navires de guerre britanniques sont présents près du Chatt-el-Arab. |
| 4 août 1951            | Une délégation britannique dirigée par le lord du sceau privé Richard Stokes arrive à Téhéran et entre en négociations avec le ministre des Finances d'Iran Varasteh. |
| 9 août 1951            | Mossadegh doit présenter au Parlement une loi qui permet un prêt de 25 millions $ de la part des États-Unis. Le Parlement approuve la loi. |
| 13 août 1951           | Stokes présente un premier projet d'accord, qui est rejeté par le Premier ministre Mossadegh. Mossadegh soumet une contre-proposition. |
| 23 août 1951           | Stokes rentre à Londres sans prendre note du projet de traité de Mossadegh. Il accuse le gouvernement iranien de n'avoir pas sérieusement considéré son projet de traité. Le Foreign Office britannique déclare qu'il attend désormais une décision de la Cour d'arbitrage de La Haye. |
| 24 août 1951           | Averell Harriman rentre sans résultat issus des négociations à Washington. |
| 5 septembre 1951       | Mossadegh déclare que la résidence de l'ensemble du personnel britannique de l'AIOC serait annulée si les négociations ne reprenaient pas. |
| 6 septembre 1951       | L'AIOC déclare qu'il lancerait une action en justice contre quiconque achèterait du pétrole du gouvernement iranien. |
| 15 septembre 1951      | Mossadegh annonce la conclusion d'un accord commercial avec l'URSS. |
| 18 septembre 1951      | Le gouvernement iranien décide à la majorité que l'échange de Rial iranien restreint en devises étrangères est exclue, ce qui est transmis à la Bank Melli. Le ministre des Finances Varasteh démissionne alors. |
| 20 septembre 1951      | Mossadegh déclare que tous les employés britanniques de l'AIOC doivent quitter le pays dans les deux semaines. |
| 27 septembre 1951      | Les troupes iraniennes occupent les raffineries à Abadan. Les troupes ont reçu l'ordre de faire sauter l'usine si les troupes étrangères prenaient l'initiative d'une tentative d'atterrissage. |
| 28 septembre 1951      | Le gouvernement britannique demande une décision du Conseil de sécurité des Nations unies sur la question pétrolière. |
| 1er octobre 1951       | Tous les employés britanniques de l'AIOC quittent l'Iran. Mossadegh voyage avec une délégation iranienne aux États-Unis. |
| 15 au 19 octobre 1951  | Débat au Conseil de sécurité. La décision est reportée jusqu'à ce que la Cour d'arbitrage annonce la décision de La Haye. |
| 20 au 13 novembre 1951 | Mossadegh voyage avec la délégation iranienne de New York à Washington. Les discussions avec les représentants du gouvernement américain se terminent en ne donnant aucune suite. |
| 26 novembre 1951       | Mossadegh obtient la majorité au Parlement pour sa proposition de tenir immédiatement des élections. |
| 6 décembre 1951        | Des manifestations anti-Mossadegh éclatent, dirigés par des membres du Parti communiste Toudeh. Les affrontements violents font cinq morts et plus de deux cents blessés. |
| 12 décembre 1951       | Le gouvernement iranien fixe un ultimatum aux anciens clients de l'AIOC. Ils refusent de racheter du pétrole au gouvernement iranien. Les ventes de pétrole tombent à un arrêt complet. |
| 18 décembre 1951       | Les élections législatives n'ont lieu d'abord que dans les provinces du nord de l'Iran. En raison des manifestations, elles durent jusqu'à janvier 1952. |
| 23 décembre 1951       | Une délégation de la Banque Internationale pour la Reconstruction et le Développement arrive à Téhéran afin de clarifier les conditions des prêts de la Banque mondiale à l'Iran. La délégation quittera le 23 mars 1952 l'Iran pour rentrer à New York, et sans engagement, après que le Premier ministre Mossadegh ait déclaré qu'il n'acceptait en aucun point les propositions de la délégation. |
| 12 janvier 1952        | Mossadegh ordonne la fermeture de tous les consulats britanniques en Iran |
| 27 avril 1952          | Le nouveau parlement se réunit pour sa réunion constitutive. À la déception de Mossadegh, le Front national ne gagne que quelques sièges au Parlement. Le ministre de l'Intérieur Amir Teymur Kalali, qui était responsable de la conduite des élections, est attaqué par Mossadegh lui-même, après quoi il donne sa démission. Mossadegh, qui avait déclaré avant les élections que celles-ci étaient les premières élections libres de l'histoire de l'Iran, déclare maintenant que les résultats des élections avaient été falsifiés et manipulés. |
| 9 au 23 juin 1952      | La Cour de La Haye examine les positions britanniques et iraniennes concernant la plainte déposée par le gouvernement britannique. |
| 6 juillet 1952         | Le nouveau Parlement reconduit Mossadegh comme Premier Ministre |
| 16 juillet 1952        | Mossadegh demande au Parlement un mandat lui permettant de gouverner par décret-lois sans décision parlementaire et donc sans contrôle parlementaire. Le Majlis refusant une telle loi, Mossadegh démissionne. |

### Premier ministre Ahmad Ghavam
| Date            | Événement |
| --------------- | --- |
| 17 juillet 1952 | Ahmad Qavam est nommé nouveau Premier ministre. Son mandat commence par des protestations persistantes et de violentes manifestations contre sa personne, dirigées par le Parti communiste Toudeh et par le Front national de Mossadegh. Ghavam appelle à l'aide l'Armée. Trente-six manifestants sont tués dans les affrontements. |
| 21 juillet 1952 | Ahmad Ghavam démissionne de son poste de Premier ministre à cause des manifestations. |
| 22 juillet 1952 | La Cour Internationale de Justice de La Haye se déclare incompétente dans l'affaire, conformément à la position défendue par l'Iran. |

### Premier ministre Mohammad Mossadegh (2emandat)
| Date            | Événement |
| --------------- | --- |
| 23 juillet 1952 | Mossadegh est à nouveau nommé Premier ministre par le chah. |
| 3 août 1952     | Le Parlement iranien approuve une loi d' habilitation, permettant au Premier ministre Mossadegh de gouverner dès lors pour six mois par décret-lois. |
| 27 août 1952    | Le président américain Harry S. Truman et le Premier ministre britannique Winston Churchill soumettent au gouvernement iranien une nouvelle proposition de compromis, qui est immédiatement rejetée par Mossadegh. |
| 21 octobre 1952 | Le Premier ministre Mossadegh adopte par décret une nouvelle loi sur la sécurité, pour laquelle toute personne à l'origine d'une grève, d'un appel à la grève ou d'une autre interférence avec le flux de travail normal peut être arrêtée. Le député Mozzafar Baghai , président du Parti des travailleurs et membre du Front National, déclare alors que son parti ne soutient plus le Premier ministre Mossadegh. |
| 22 octobre 1952 | Le gouvernement iranien rompt ses relations diplomatiques avec la Grande-Bretagne. |
| 6 janvier 1953  | Mossadegh demande une prolongation de la validité de la loi d'habilitation pour une autre année au Parlement. Après une discussion animée, la majorité du Parlement valide la demande du Premier ministre Mossadegh. Le président du Parlement Kashani déclare ne pas soutenir Mossadegh en dépit de la décision parlementaire. Mozaffar Baquai déclare son retrait du Front national. Hossein Makki, l'un des architectes de la nationalisation de l'industrie pétrolière, tient un discours a expliquant que l'extension des pouvoirs de Mossadegh sont illégales et une violation inconstitutionnelle. |
| 20 février 1953 | Le nouveau président américain Dwight D. Eisenhower et le Premier ministre du Royaume-Uni Churchill soumettent à Mossadegh une autre offre pour résoudre la crise. Mossadegh rejette également cette proposition. |
| 4 avril 1953    | Le directeur de la CIA Allen Dulles approuve un budget de 1 million de $ pour le bureau de la CIA à Téhéran, « pour renverser Mossadegh ». La planification de l'operation Ajax commence. |
| 2 mai 1953      | Les députés Mozaffar Baquai et Fazlollah Zahedi sont accusés par le gouvernement d'être impliqués dans un complot d'assassinat. Zahedi est reçu par le président du Parlement Abol-Ghasem Kashani dans le bâtiment du Parlement, demandant le droit d'asile pour se protéger de la menace d' une arrestation. Le japonais Idemitsu Sazō profite de la crise pour acquérir du pétrole iranien, 30 % en-dessous du prix du marché mondial. |
| 10 juin 1953    | Des représentants de l'Iran et le gouvernement soviétique signent un nouvel accord commercial. Mossadegh annonce un référendum sur la dissolution du Parlement. La tenue d'un référendum est controversée au Parlement, parce que la Constitution iranienne ne dit rien à propos du référendum. |
| 20 juillet 1953 | Avec une éventuelle dissolution du parlement Zahedi perdrait son immunité parlementaire. Il quitte donc le bâtiment du Parlement et s'enfuit se cacher. |
| 3 août 1953     | On annonce que le référendum sur la dissolution du Parlement aura lieu à Téhéran. Le 10 août, il aura lieu dans les provinces. Le président du parlement démissionne. Le référendum aboutit à un « oui » sur la question de la dissolution du Parlement. |
| 11 août 1953    | Le chah Mohammad Reza Pahlavi quitte Téhéran pour sa résidence d'été à Kalardascht, à côté de la mer Caspienne. |
| 12 août 1953    | Mossadegh ordonne l'arrestation de ses opposants politiques, dont Zahedi, qui reste introuvable. |
| 13 août 1953    | Mossadegh informe le Shah Mohammad Reza Pahlavi du résultat du référendum et appelle à la dissolution du Parlement. Parallèlement, le Shah signe deux décrets. Par le premier , il renvoie le premier ministre Mossadegh. Le second décret nomme Fazlollah Zahedi comme nouveau Premier ministre. |
| 14 août 1953    | Le Premier ministre Mossadegh, lors d'une émission de radio, donne le résultat du vote du référendum. Il exige la dissolution immédiate du Parlement. |

### Premier ministre Fazlollah Zahedi
| Date             | Événement |
| ---------------- | --- |
| 15 août 1953     | Le chah ne répond pas au message de Mossadegh. Au lieu de cela, le plan de la CIA, l'opération Ajax, est appliqué : le colonel Nassiri amène à Mossadegh le décret de destitution du Shah. Il est accompagné de troupes fidèles au Shah, réunis par les services secrets anglo-américains. Mossadegh fait arrêter Nassiri. Le nouveau Premier ministre nommé par le chah Zahedi se cache dans la rue Pessian dans le quartier Shimran, dans le nord de Téhéran, dans la maison de Hassan Kashanian. Le lendemain matin, le shah apprend la nouvelle et s'enfuit à Bagdad. |
| 16 août 1953     | Mossadegh déclare la dissolution du Parlement. Le gouvernement iranien annonce que la garde impériale a fait une tentative de coup d' État, qui a échoué. Le gouvernement hésite sur la position à adopter sur la fuite du shah. À propos de la capture de Fazlollah Zahedi, sa tête est mise à prix. Le ministre des Affaires étrangères Fatemi notifie aux ambassadeurs iraniens à l' étranger, " de ne pas recevoir le shah déchu." A Téhéran et dans certaines villes de province, les statues de Reza Chah et de Mohammad Reza Chah sont déboulonnées par les manifestants. Les activistes du Toudeh commencent à renommer les noms des rues de Téhéran. Le Shah Mohammad Reza Pahlavi va dans une maison d'hôtes du gouvernement irakien. Ardeschir Zahedi, fils de Fazlollah Zahedi, contacte la presse internationale et transmet des copies des décrets du chah aux journalistes. Dans le journal du soir Ettelā'āt, les deux décrets du chah sont imprimés pour informer la population du licenciement de Mossadegh et de la nomination de Zahedi. Sur la place devant le Parlement (Baharestan), une foule immense est rassemblée. Le ministre des Affaires étrangères Hossein Fatemi et le ministre de l'Éducation Ali Shayegan font un discours, dans lequel ils réclament l'abolition de la monarchie. |
| 17 août 1953     | Mossadegh ordonne que le nom du Shah est supprimé de la prière du matin de l'armée. Le Shah reçoit à Bagdad l' ayatollah Shahrestani après que l'ambassadeur d' Iran en Irak Mozaffar Alam ait refusé de visiter le Shah. Il va dans la soirée à Kerbela pour aller prier à la mosquée de l'Imam Hussein. Les pèlerins iraniens à Kerbala applaudissent le Shah. |
| 18 août 1953     | Les représentants du Parti Tudeh appellent à la déclaration de la République populaire. Mossadegh rencontre l'ambassadeur américain Henderson, qui vient de rentrer d'Europe à Téhéran et lui dit son inquiétude à propos de l'influence croissante du Parti Tudeh. Mossadegh charge le gouverneur militaire de Téhéran Daftary d'empêcher d'autres activités des militants du Toudeh. Mohammad Reza Chah embarque avec un avion de passagers de Bagdad pour aller à Rome. Même l'ambassadeur d'Iran à Rome Chadschenuri refuse de recevoir le Shah. Dans les rues de Téhéran, il y a des affrontements entre manifestants pro et anti-Shah. |
| 19 août 1953     | Tout au long de la journée, de plus en plus de manifestants lancent sur la route l'appel « Vive le Shah ! ». Mossadegh envoie des tanks pour protéger le bâtiment de la radio et éviter qu'il soit occupé par des manifestants. Mais les équipages des chars se rallient aux manifestants pro-Shah et se rendent à la maison de Mossadegh. Zahedi apparaît pour la première fois en public et tient un discours sur la place devant le Parlement. Mohammad Mossadegh est finalement arrêté par les forces de sécurité fidèles à Zahedi. Les affrontements entre les factions pro-Shah et pro-Mossadegh auront fait entre 200 et 300 morts pendants ces trois jours |
| 20 août 1953     | Fazlollah Zahedi prend de facto la tête du gouvernement. Il envoie un télégramme au Shah Mohammad Reza Pahlavi à Rome, où il lui demande de rentrer désormais en Iran. |
| 21 août 1953     | Jour de l'Aïd al-Adha. Le chah quitte Rome et vole à Bagdad puis à Karbala, pour aller prier. L'ambassadeur iranien Alam apparaît à l' arrivée à l'aéroport de Bagdad. |
| 22 août 1953     | Mohammad Reza Chah Pahlavi arrive à Téhéran. Il est accueilli par le Premier ministre et les dirigeants politiques et militaires à l'aéroport de Mehrabad. |
| 5 septembre 1953 | Le président américain Eisenhower annonce un prêt pour remédier à la crise économique de l'Iran d'un montant de 45 millions $. Zahedi annonce la reprise des relations diplomatiques entre la Grande-Bretagne et l'Iran, ce qui entraîne de violentes manifestations à Téhéran. |
| 19 décembre 1953 | Mohammad Reza Chah Pahlavi signe un décret avec lequel le Parlement est officiellement dissout. De nouvelles élections sont prévues. Le nouveau Parlement se réunira le 18 mars 1954. |
| 11 avril 1954    | Les représentants d'un consortium de compagnies pétrolières (Standard Oil, AIOC, Royal Dutch Shell) arrivent à Téhéran pour négocier de nouveaux contrats avec les représentants du gouvernement iranien et de la SNIP. Ali Amini mène les négociations du côté iranien avec des représentants du gouvernement britannique sur les nouveaux contrats et la compensation de la nationalisation pour les installations industrielles de l'AIOC. |
| 11 mai 1954      | La procédure engagée contre Mossadegh en tribunal militaire se termine par une condamnation à trois ans de prison et un exil sur ses terres d'Ahmad-Abad. |
| 5 août 1954      | Dans le cadre d'un accord, les parties négociantes conviennent que la production, le raffinage, le transport et la commercialisation du pétrole iranien soit confiées aux parties prenantes du Consortium. La durée de la convention est de 25 ans (jusqu'en 1979). L'activité d'exploitation est désormais gérée par deux firmes basées en Hollande, l'Iranian Oil Exploration and Producing Company et l'Iranian Oil Refining Company. En contrepartie, le consortium paie 200 millions de livres sterling, et le gouvernement iranien 25 millions de livres sterling, sur une période de 10 ans à l'AIOC. |
| 21 octobre 1954  | Le Parlement approuve l'accord. Le Sénat donne son approbation le 28 octobre 1954 |

## Le contrôle national absolu sur le pétrole iranien

Discours du Chah à l'occasion du 10e anniversaire de la Révolution Blanche, le 23 janvier 1973

En 1972, la NIOC (SNIP) était responsable du consortium uniquement pour des « fonctions non essentielles » telles que la formation du personnel, les transports publics, l'entretien des routes, le logement des ouvriers et des employés, les soins, les services sociaux et la santé. La SNIP ne s'occupait que du fonctionnement de la vente de produits pétroliers en Iran, et ne possédait que le rendement du petit champ pétrolifère Naft-i-Shah et l'exploitation de la raffinerie de Kermanshah. Le fonctionnement des installations pétrolières dans Abadan et l'exploitation des grands gisements de pétrole dans le sud de l'Iran étaient toujours sous contrôle international.

Dans un discours royal pour célébrer le dixième anniversaire de la révolution blanche, le 23 janvier 1973, le Shah accuse les compagnies pétrolières internationales de nuire à l'Iran avec leur politique de financement :
« Nous négocions actuellement la production de pétrole avec les entreprises qui travaillent avec nous en Iran, et avec des entreprises qui veulent augmenter la coopération avec nous. Sans mentionner de détails, je voudrais clarifier la ligne générale de négociation pour vous. Lorsque nous avons signé le Consortium en 1954, nous ne pouvions pas obtenir des conditions meilleures que celles que nous avions négociées à ce moment-là. L'un des points du contrat était que les compagnies pétrolières respectent le futur bien-être de l'Iran. Nous avons la preuve qu'elles ne l'ont pas fait. Une prolongation de trois délais de 5 ans du traité de 1954 est prévue. Dans la section concernant l'extension du contrat il est à nouveau fait référence au fait que le futur bien-être de l'Iran doit être respecté. Nous avons des preuves suffisantes que cette clause du contrat n'a pas été respectée, et depuis 1954. Pour cette raison, nous avons décidé qu'en aucun cas le contrat de 1954 ne serait effectivement prolongé à partir de 1979.
La souveraineté d'un pays lui donne le droit de décider de l'utilisation de ses ressources naturelles pour lui-même ou non. En nous appuyant sur l'Organisation des Nations Unies et sur la Charte des résolutions de l'ONU, les ressources naturelles d'un pays, à la fois sur et sous terre, appartiennent à ce pays. Les contrats avec des sociétés étrangères sur la production pétrolière ne peuvent pas être fermés sans conséquence sur le futur bien-être du pays propriétaire de pétrole. Cela signifie qu'une entreprise peut déterminer la quantité de pétrole pour le promouvoir. Si le pays dit un million de barils est bon pour nous, la société n'a pas le droit de dire "je fais la promotion de deux cent mille barils " ou " je fais la promotion de deux millions de barils ". Ni la Charte des Nations Unies, ni aucune résolution de l'ONU ne donne à toute entreprise le droit de déterminer le taux d'écoulement d'un pays. La production de pétrole est une question industrielle très technique. Si l'on exploite bien trop fort un gisement, il se tarit. Si l'écoulement du gaz de source n'est pas pompé à sa source, l'injection va tarir la source, et l'économie et le bien-être du pays en sont affectés. En Iran la promotion des compagnies pétrolières a fait exactement cela, ce qui signifie que les puits de pétrole ont été endommagés. Car nous avons seulement deux possibilités. Parce que nous sommes des gens qui se respectent, une première possibilité est que, pour les 6 prochaines années (jusqu'en 1979), les entreprises actuelles continuent à travailler avec notre pétrole, à condition que nos bénéfices par baril ne soit pas moindres que les revenus de nos voisins exportateurs de pétrole. Et également sous la condition que notre capacité d'exportation passe à 8 millions de barils par jour. Si la livraison ne dépasse pas les 8 millions de barils, l'augmentation des revenus étant du reste notre seul arrêté, de même que ce que nous voulons faire avec le chiffre d'affaires qui en découle, nous prendrons les choses en main. Nous savons ce que nous faisons avec nos recettes pétrolières supplémentaires. Si les entreprises ne répondent pas à cette exigence, le contrat pétrolier se terminera en 1979 pour ces entreprises. Elles se retrouveront alors en 1979 comme des clients réguliers à la vente de pétrole iranien, sans être en mesure de faire valoir le moindre avantage par rapport aux autres sociétés.
Une autre option est de signer un nouveau contrat. Dans ce cas, le premier de tous les droits qui ne sont pas actuellement dans nos mains reviendront à l'Iran. Les sociétés qui, actuellement, promeuvent notre pétrole, resteront des clients privilégiés, auxquelles nous vendront toujours notre pétrole à bon prix, et même avec un rabais, comme on daigne vendre à un bon client. Ceci est à mon avis la seule façon qu'ont les producteurs de pétrole d'être sûrs d'obtenir de notre pétrole pour, par exemple, les 25 prochaines années. Cependant, je ne suis pas sûr que cela restera le cas dans les années à venir, et que le pétrole continuera à couler dans tous les pays étrangers. Cela devrait bientôt être clair pour les compagnies productrices de pétrole, d'accepter soit la première condition, à savoir la poursuite du contrat existant jusqu'en 1979, soit si elles souhaitent recevoir du pétrole comme une bonne clientèle pour les 25 prochaines années. Pour accepter la deuxième condition, nous devons supposer que l'industrie pétrolière iranienne continuera de se développer au cours des 25 prochaines années. Pour cette raison, nous voulons que nous aident les meilleurs experts pétroliers étrangers, que ce soit des individus ou des groupes de personnes, lesquels devront travailler directement pour nous et non pas pour les sociétés étrangères. Pour construire une industrie pétrolière leader au niveau international, doivent être fait dans les domaines de la sécurité, du service et de l'entretien, de grandes visées au niveau de la recherche et du développement. La Société Productrice de Pétrole doit être prête à répondre à ses besoins maintenant, ou après 1979.
Nous savons plus que quiconque, quels déficits nous avons. Notre problème est notre manque d'experts techniques. Nous manquons de collèges techniques. Si nous établissons une université technique, ce sera le plus tôt possible une université, et nous distribuerons des diplômes universitaires, ce qui nous permettra de former des techniciens. Les diplômés permettront ensuite de travailler exclusivement dans le bureau. Nous avons envoyé des travailleurs en Allemagne de l'Ouest pour les laisser se transformer en des travailleurs qualifiés. Ils ne sont pas rentrés en Iran, mais quand ils reviendront, ils diront : " Nous ne voulons pas travailler sur une machine " Peu retourneront à leur ancien lieu de travail. Cela est mauvais. Car tous les hommes et les femmes qui travaillent dans les usines, et ceux, que l'on voit courir derrière les religieux pour le Mois de Deuil, sont-ils les mêmes personnes ?
L'Islam est, comme je l'ai toujours dit, l'islam des premiers jours. Et tout ce que nous faisons en Iran, l'ensemble de notre révolution, se repose sur la base des fondations islamiques, tels qu'elles ont été transmises par le Prophète. Mais pas ce que les mollahs en ont fait, ou ce qu'ils ont ajouté aux enseignements du Prophète. Ils ont utilisé la religion à leurs propres fins et en ont fait une entreprise détournée. - [Applaudissements prolongés] , » 
Après ce discours, il y eut de nouvelles négociations entre le consortium et le gouvernement de l'Iran. Le Shah exigea que la NIOC prenne le contrôle complet de la production de pétrole dans le sud de l'Iran et dans les raffineries à Abadan, ainsi que les compagnies pétrolières ne soient plus que des acheteurs de pétrole iranien. En juillet 1973, on parvint à un nouvel accord, avec effet rétroactif du 21 mars 1973, les sociétés d'exploitation du Consortium pour la promotion et la vente de pétrole iranien furent dissoutes. La NIOC accomplissait la tâche et était désormais responsable de la production, la transformation et de la vente de pétrole iranien. Il aura fallu 22 ans avant que l'industrie pétrolière iranienne ne soit complètement entre les mains des Iraniens, depuis l'adoption de la loi de nationalisation en 1951.

## Œuvre connexes
- Gholam Reza Afkhami: The life and times of the Shah. University of California Press. Berkeley, 2009, p. 110–207.
- Alan W. Ford: The Anglo-Iranian Oil Dispute 1951–1952. University of California Press, 1954.